# Showmatch
Showmatch fue un programa de entretenimiento, humor y reality argentino, conducido por Marcelo Tinelli, que comenzó a emitirse el 4 de abril de 2005 por Canal 9, producido hasta 2017 por Ideas del Sur, siendo la continuidad de Videomatch, también de la misma productora. Desde el 2006, exceptuando los años 2013, 2020 y 2022 que no salió al aire, se emitió por El Trece, y a partir de 2023 se emite por América TV. Desde 2018 hasta 2021, la producción está a cargo de LaFlia Contenidos, una nueva productora que preside Tinelli.
Tras la ruptura a finales de 2017 con Grupo Indalo (renombrado temporalmente como Grupo Ceibo) tras un año con muchos conflictos que casi causan el fin de emisiones del programa, se confirmó la continuidad de Showmatch para 2018 y 2019 con apoyo de Eltrece. Sin embargo, según trascendió, el programa debía cambiar de nombre, ya que la marca Showmatch no pertenecería a la nueva producción, por lo se barajó la posibilidad de volver a tomar el nombre de Videomatch. No obstante, ante la protección de dicho nombre por ser propiedad de Telefe, el nombre que se maneja para la temporada 2018 es simplemente Bailando 2018. A mediados de junio, se confirmó que el programa regresaría a titularse Showmatch como antes hasta la temporada 2021.

## Historia

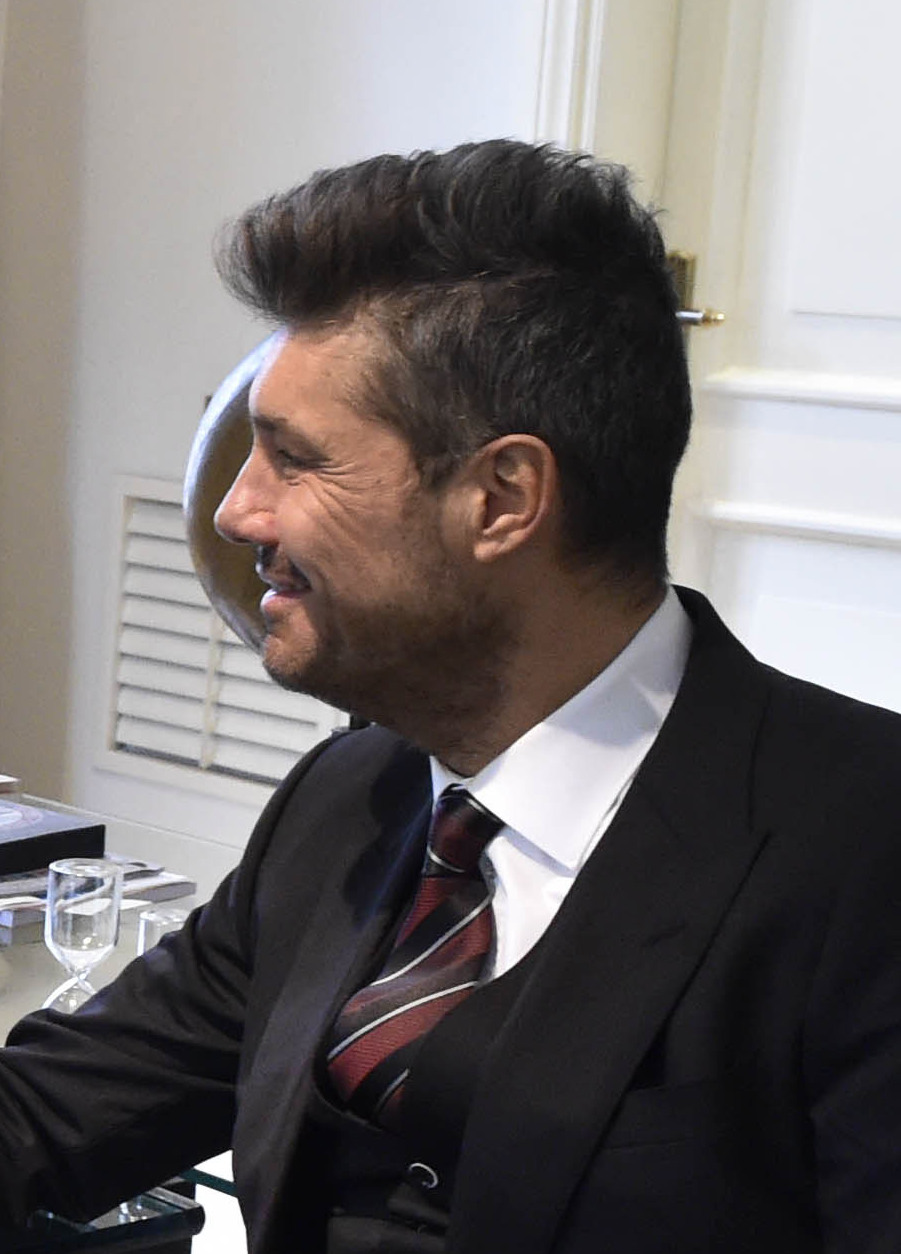
Marcelo Tinelli, productor general y conductor del ciclo desde el comienzo.

Tras el fin de Videomatch, en 2004, el equipo de Ideas del Sur, conformado por Marcelo Tinelli y Alejandro Stoessel, abandonan el canal Telefe luego de 14 años de emisión y 15 temporadas de este programa de humor, significando su fin y trasladándose a otro canal para realizar un programa nuevo.
Así nació su entonces nuevo programa, Showmatch, con un estilo muy diferente al programa anterior, este nombre fue elegido, ya que, por otra parte, el canal Telefe tiene registrado el nombre de Videomatch. Las secciones que transmitían ahí, se trasladaron a programa nuevo. Fue emitido por primera vez en Canal 9, el 4 de abril de 2005.
El 2 de septiembre de 2005, Tinelli firma un contrato con Artear, optando por mudarse a Canal 13, donde finalmente fijaría el programa desde el 19 de septiembre de 2005. Las negociaciones entre ambas empresas habían empezado en abril, por iniciativa de Adrián Suar, director de programación de la emisora. Como antecedente, Tinelli y Suar ya habían tenido previas negociaciones en un intento de pase durante 1997.

""Esta es una apuesta que trasciende lo económico; siento que es un camino de largo plazo que tiende a insertar al programa en una plataforma más amplia, que le va a abrir más posibilidades a la producción argentina y a su expansión internacional"
Tinelli luego de firmar el contrato con Canal Trece

 En tanto, Federico Hoppe y Pablo Prada se convirtieron en los productores principales del programa. Desde su inicio hasta su adiós en 2021, el programa se mantuvo 15 temporadas siendo emitidas de manera consecutiva, hasta su último capítulo allí, el 10 de diciembre de 2021, cuando el programa se toma un receso por un año luego de casi 16 años de emisión y se despide definitivamente del canal para dar espacio a otro programa, Canta conmigo ahora. Este último programa emitido allí también fue conducido por Marcelo Tinelli durante sus dos temporadas, siendo su último programa en El Trece antes de cambiar definitivamente de canal.
En su primera temporada, en el año 2005, y la mitad de la segunda, el programa continuó con el formato de su predecesor Videomatch, con las famosas cámaras ocultas, musicales, parodias con artistas invitados, sketchs de humor, entre otros. Pero, debido a la popularidad que tomó el segmento Bailando por un sueño, a partir de 2007 se convirtió en un concurso anual y el programa se basó totalmente en esto, así como también se sumaron otros segmentos, Cantando y Patinando por un sueño.
En 2009, al cumplirse los 20 años al aire, el programa se volcó al formato original durante más de la primera mitad del año, incorporando además los segmentos Gran Cuñado y Bailando Kids. A partir de finales del mes de agosto comenzó a emitirse el concurso El musical de tus sueños —una versión similar al Bailando—. Un año más tarde, en 2010, se incorpora un nuevo segmento llamado Baila Argentina, en el cual distintas ciudades del país competían a través de coreografías con convocatoria masiva de gente, pero luego de algunas emisiones dejó de emitirse en Showmatch por cuestiones de tiempo y pasó a formar parte de Sábado Show.
Desde 2011, solo se emitió Bailando por un sueño. A partir de ahí, en las últimas temporadas, además del clásico concurso también se contó con parodias de famosos, políticos y personajes de la farándula que aparecían para interactuar con el conductor y los miembros del jurado.

## Producción

### Espectáculos

#### Inicios de temporada
Una característica importante del programa son los espectáculos televisados que se realizan para cada inicio de temporada, donde se muestran doblajes de películas o series con un tono de humor, parodias de diversas películas, y grandes shows de presentación, en los que suelen mezclarse diferentes piezas musicales acompañadas por distintos cuadros de coregrafías, llevados a cabo por el equipo de bailarines del programa y por artistas de diferentes disciplinas acrobáticas. Estas puestas en escena, son preparadas con meses de anticipación para ser presentadas al estreno de la temporada.

#### Ritmos especiales
Otras de las producciones artísticas más destacadas son, dentro del formato Bailando por un sueño, algunos de los llamados "ritmos especiales" que, por lo general, consisten en espectáculos de disciplinas acrobáticas, repletas de efectos visuales. Por ejemplo, la producción conocida como
- "Bailando bajo la lluvia", donde los participantes del certamen deben bailar bajo agua en una escenografía ambientada para simular la calle de una ciudad. Dicho espectáculo consiste en que cada pareja ocupe este espacio para desarrollar diferentes líneas argumentales con el baile. El efecto climático es logrado utilizando más de 25 aspersores que expulsan agua de forma constante hacia la pista. Para esto, el estudio es acondicionado con un sistema de desagote para soportar el caudal de agua. Los productores se basaron en la película Cantando bajo la lluvia, para la realización del "ritmo".[20][21][22]
- "Cuarto giratorio", el cual se incorporó durante la séptima temporada, basada en un elemento cúbico de aproximadamente 3 metros y medio por arista, semejante a una habitación y con el frente descubierto, donde se coloca una cámara que toma solo el interior del cubo. Allí adentro es donde las parejas deben desarrollar la coreografía, mientras este es impulsado por un mecanismo hidráulico que a su vez es manejado por un comando de joystick, por el propio coach de la pareja, que le imprime velocidad al cuarto unidireccional (derecha-izquierda). Al transmitirse por televisión se produce el efecto de ver a los participantes como si caminaran por el techo y laterales. La construcción del cubo se realiza en una estructura de acero, en la que se fija una especie de cuarto de madera que es revestido y decorado de manera distinta, según la temática de la coreografía.[23]
- "Bioesfera", es otro ejemplo de estos montajes, que se trata de una órbita construida con el mismo material que el caño del Pole dance, cuyo movimiento pendular depende de un rulemán que rota sobre su propio eje. Se encuentra colgada en medio del estudio, y en ella los participantes deben realizar acrobacias mientras corre la pista musical.[24]
- "Aquadance": Es un espectáculo creado en la cuarta temporada, tras la idea de buscar y preparar nuevas coreografías para captar más la atención de la audiencia. Con este objetivo, los productores decidieron realizar un espectáculo de acrobacia acuático, similar a los realizados en Las Vegas. En la rutina, las parejas del programa se sumergían en dos fuentes de acrílico haciendo figuras al compás de una pista musical. Fue tal el éxito, que desde entonces, el espectáculo se realiza cada año, habiendo sido modificado en tres oportunidades. La segunda vez que se realizó, fueron tres las fuentes utilizadas, con un sistema de aguas danzantes que funcionaban con el correr de la interpretación, con fuegos artificiales combinados con música y efectos de proyección. Finalmente, desde 2011 se utilizan las tres fuentes de acrílico montadas en una sola pieza, con dos toboganes y soportes de hierro que sostienen una cuarta fuente, ubicada a más de 2 metros de altura. A partir de allí la escenografía es montada en una pileta de fibra de vidrio, que cubre la pista de baile, con dos cascadas de agua y 22 picos de aguas danzantes. Para las tres ocasiones, las piletas se llenaron con más de 10 mil litros de agua calefaccionadas, y contaron con un novedoso sistema reciclado. A partir de la edición N° 11 de Bailando por un sueño se incorporó una nueva pileta en la parte superior, formando un total de 5.[25][26][27]

#### Ficciones
El programa ha contado a lo largo de sus años con diferentes ficciones. En su mayoría suelen tener un gran despliegue de producción, varios famosos invitados y con tono humorístico.
2009
- «ShowMatch», parodia a lost (protagonizada por Marcelo Tinelli y todos los humoristas de VideoMatch)[28]
- «Un día en la vida, es vida» (protagonizada por Marcelo Tinelli y Guillermo Francella)[29]
- «25 de mayo» (protagonizado por Pablo Granados y Pachu Peña)
- «Hacelo por un amigo» (protagonizada por Marcelo Tinelli, Dady Brieva, Miguel del Sel y Chino Volpato)
- «Día de la bandera» (protagonizado por Pablo Granados y Patricia Sosa)
- «Doña Flor y sus tres puesteros» (protagonizada por Marcelo Tinelli, Miguel Ángel Rodríguez, Gabriel Goity y Florencia de la V)
- «Tres a tres no es empate» (protagonizada por Marcelo Tinelli, Guillermo Francella y Adrián Suar)
- «Andes, la historia de un héroe real» (protagonizado por Pablo Granados y Soledad Pastorutti)
- «Frankenstein» (protagonizada por Guillermo Francella y Marcelo Tinelli)[30]
- «Los primos sean unidos» (protagonizada por Marcelo Tinelli, Luciano Castro, Mariano Martínez y Gonzalo Heredia)

2010
- «Al límite» (protagonizada por Marcelo Tinelli y Nicolás Vázquez)[31]

2012
- «Pulp Fiction» (protagonizada por Marcelo Tinelli y Florencia Peña)[14]

2014
- «¿Qué pasó ayer?» (protagonizada por Marcelo Tinelli, Adrián Suar, Benjamin Vicuña y Pablo Codevilla)[32] - Guion: Pablo Semmartin

2015
- «Forrest Gump» (protagonizada por Marcelo Tinelli)[33] - Guion: Pablo Semmartin

2016
- «Viaje de regreso» (protagonizada por Marcelo Tinelli) - Guion: Pablo Semmartin

2017
- «En busca de un nuevo estudio» (protagonizada por Marcelo Tinelli)[34] - Guion: Pablo Semmartin

2018
- «El sueño de Marcelo» (protagonizada por Marcelo Tinelli y Martín Bossi)[35] - Guion: Pablo Semmartin

### Estudios de grabación

#### Olleros
El programa, desde 2005 hasta 2016, se emitió en el estudio principal de Ideal del Sur, llamado «Romina Yan», en homenaje a la actriz que falleció en septiembre de 2010, y se encuentra en el edificio principal llamado «Juan Alberto Badía» de la misma empresa, fundada por Marcelo Tinelli y ubicada en la calle Olleros 3551, entre las avenidas Córdoba y Álvarez Thomas, en el barrio porteño de Chacarita. Fue uno de los programas pioneros en realizar emisiones en alta definición en el país, a partir del año 2010. Esto implicó importantes cambios en la producción del programa, ya que la productora tuvo que renovar todos sus equipos e incorporar cámaras, junto a un avanzado control de dirección y ocho cámaras full HD. Dado los cambios, desde ese año, en el estudio se amplió la superficie de las pantallas de led y la cantidad de luces. Para ello, los iluminadores dispusieron de una mayor cantidad de luces móviles en los que se trabaja más en detalle sobre el color blanco dada la resolución de las ocho cámaras Sony HDC1500R, que reflejan los colores más vivos y revelan las texturas con mayor precisión. En el cuarto de control se instalaron un mixer Grass Valley Full HD, monitores Multiview de 103 pulgadas y seis sistemas DinoK2 Super Show Motion, para realzar los detalles en cámara lenta.

#### La Corte
A partir de la 12.ª temporada de Showmatch, y tras un conflicto con la empresa Indalo Media —que se mudó al histórico edificio de Olleros— , que incluyó despidos en la productora a fines de 2016, el programa cambió  de estudio. Showmatch, a partir del 2017, se comenzó a emitir desde las instalaciones de La Corte, ubicado en Fraga 167, en el barrio porteño de Chacarita. Dicho estudio, que cuenta con 1000 m², requirió de varias remodelaciones para albergar al programa.

#### Estudios Baires
En 2021, la producción muda el programa a Rincón 701, Don Torcuato, en el Partido de Tigre, predio que es utilizado además para las producciones de Polka.

#### Estudios Cuyo
En 2023, los estudios del programa se trasladaron a Cuyo 1811, Martínez, en el Partido de San Isidro.

## Elenco

### Locutores
Marcela Feudale, Raúl «Larry» DeClay, Jorge «Carna» Crivelli y Walter «Chino» D'Angelo, son acreditados como locutores. Se encargan de acompañar a Tinelli en cada emisión, charlando con él en determinadas situaciones y animando a la audiencia durante el programa, utilizando el recurso de voz en off.

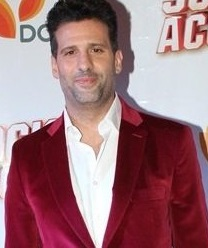
Además de participar como humorista, Listorti ha reemplazado a Tinelli en la conducción.

### Actores
En la primera temporada (2005) y parte de la segunda (2006), el elenco consistía en los humoristas o actores, quienes realizaban las cámaras ocultas, las imitaciones a las celebridades y protagonizaban los sketches. Este equipo de actores, estaba formado por Naim Sibara, Daniel Bifulco, Martín Bossi, Rodrigo Rodríguez, Jorge "Carna" Crivelli, Martín Campilongo, Toti Ciliberto, Miguel del Sel, Sergio Gonal, Claudio Rico, Fernando Ramírez, Raúl "Larry de Clay" Biaggioni, Walter "Chino" D'Angelo, Pichu Straneo, Roberto Peña, Sebastián Almada, Marcela Feudale y Pablo Granados que se reincorporó al personal de humoristas en el 2006, tras un roce con Canal 9.  Cuando se produjo el cambio de formato, la mayoría de ellos se desvincularon del programa. No obstante, en la Temporada 5 (2009), todos ellos realizaron una participación de seis meses en la Sección de Humor por los 20 años de Videomatch-Showmatch. Junto a otros comediantes y demás personas del elenco que habían abandonado el programa antes de Showmatch, o gente que recién empezaba a hacer humor en el programa, como Pachu Peña, Yayo Guridi, José María Listorti, Freddy Villarreal, Fátima Flores, etc, En 2019, por los 30 años del ciclo se vuelve a emitir la Sección de Humor, reeditando sketches de Videomatch.

### Participantes de Bailando por un Sueño
Una vez realizada la primera edición del certamen de baile, la producción contrató a una gran cantidad de bailarines, entre ellos coreógrafos, quienes acompañan y forman equipos con las celebridades. Hasta el año 2023, un total de 376 celebridades han aparecido en las ediciones de Bailando por un sueño, 51 de los cuales se retiraron de la competencia voluntariamente. Entre ellas, participaron una gran cantidad de figuras conocidas a nivel internacional, algunas que lograron popularizarse una vez que llegaron al programa, y otras que fueron presentadas siendo conocidas con anterioridad, tales como Pamela Anderson, Mike Tyson, Lorenzo Lamas, Kenita Larrain, Gabriela Bo, Miguel Piñera, Larissa Riquelme, Ilona Staller, Sarah Paddy Jones y Ergün Demir.
Durante las primeras ediciones del certamen, existió una cierta incertidumbre acerca del salario de las figuras participantes. Sin embargo, los salarios de las celebridades contratadas del exterior de Argentina, provocaron una gran cobertura mediática en 2011 por parte de la prensa. En ese entonces, algunos periodistas afirmaron que el costo de contar con figuras muy importantes, como Mike Tyson y Pamela Anderson eran de U$S 50.000 y 100.000 (equivalentes a AR$ 225.000 y 450.000 del momento), respectivamente. En 2015, el diario Perfil publicó un informe con salarios estimados de los participantes de la edición de ese año. En el mismo, los valores que figuran rondan de entre AR$ 20.000 en el caso de Fernando Dente, y AR$ 200.000 —como es el caso de Juana Viale—.
Un total de 125 bailarines profesionales han participado junto a las figuras, algunos en sólo una temporada, y otros en varias. Algunos de los bailarines con más temporadas son Pier Fritzsche, Alejandro Gallego, Franco Tabernero, Cristian Ponce, Juan Pablo Battaglia, Nicolas Sciliama, Leandro Nimo, Facundo Mazzei, Gabo Uzandivaras, Laura Fernández y Lourdes Sánchez, ya que han aparecido en cuatro o más temporadas.
Por otro lado, más de 200 coreógrafos han participado como coach, asistentes, coreógrafos de ritmos especiales, entrenador generales, etc., destacándose, Mariela Anchipi, Cristina Girona, Mariela Peña, María Laura Cattalini, Carla Noval, Gustavo Carrizo, Ariel Pastochi, Gastón Tavagnutti, Hernán Alegre, Gustavo Bertuol, Matias Napp, Gastón Tavagnutti, entre otros.

### Jurados del Bailando
Previamente al inicio de la primera edición, los productores decidieron modificar algunos aspectos del formato para obtener un programa más atractivo por su elenco. Se tomó la decisión de que para lograr una buena recepción de los espectadores, para el panel de jurados, solo se convocaría a figuras populares, sin importar cuanto sepan de baile.
Inicialmente, el conjunto de jurados estuvo conformado por 4 integrantes: el periodista Jorge Lafauci, la bailarina de danza clásica Laura Fidalgo, la actriz Zulma Faiad y la productora y actriz Reina Reech. Todos ellos continuaron el panel de jurados hasta la segunda edición, exceptuando a Reina Reech, quien fue reemplazada por Carmen Barbieri, la primera ganadora del certamen.
Para la tercera entrega del certamen, Fidalgo y Faiad dejan de formar parte del programa, y fueron remplazadas por Moria Casán y Gerardo Sofovich. Sin embargo, a semanas de haberse incorporado al programa, Sofovich anunció que iba desvincularse por un tiempo de su labor. Durante su ausencia fue remplazado por distintas figuras, como Diego Armando Maradona, Samuel Gelblung y Florencia de la V, quién había ganado Bailando por un sueño 2. En 2007, Reina Reech dejó su lugar y Graciela Alfano se incorporó como nueva jurado, acompañando nuevamente a Casán, Lafauci y a Sofovich.
Carmen Barbieri, primera ganadora del certamen, fue convocada nuevamente, esta vez para reemplazar a Alfano en la quinta edición. Lafauci, Casán y Sofovich permanecieron ese año.
En 2009 se estrenó El musical de tus sueños, y nuevamente Alfano y a Reech formaron parte del panel. Por primera vez, se convocó al director Aníbal Pachano y a Valeria Lynch. El panel jurado de la sexta edición estuvo compuesto por Alfano, Pachano, Reech, Barbieri y Ricardo Fort, el subcampeón de El musical de tus sueños. En medio de la competencia, Carmen Barbieri sale del programa, alegando cuestiones laborales, y Moria Casán entra en su lugar. Ricardo Fort también se aleja del programa, entonces es reemplazado por Marcelo Polino y más tarde por el coreógrafo Hugo Ávila, quien tomó su puesto hasta el final de la temporada. En 2011, el jurado se encontraba compuesto inicialmente por Alfano, Casán, Pachano, Barbieri y Flavio Mendoza.
Durante las primeras instancias de la temporada, Barbieri volvió a dejar su lugar, y Marcelo Polino se reincorpora al elenco para reemplazarla de manera permanente. Sin embargo, tras la salida abrupta de Graciela Alfano, Barbieri regresa a su puesto. En la edición 2012, se encontró compuesto por Barbieri, Pachano, Polino, Casán, Mendoza y por Antonio Gasalla.
En 2014, el jurado nuevamente vuelve a estar integrado por cuatro integrantes, incluyendo a Casán y Polino, e integrándose Nacha Guevara y Soledad Silveyra. Un año más tarde, se suma el periodista Ángel de Brito a los cuatro jurados del año anterior. Moria Casán fue reemplazada en las instancias finales por Carolina «Pampita» Ardohain —quien fuese ganadora del certamen en 2008—, debido a que quedó detenida en Paraguay. En 2016, el certamen de baile mantuvo los cinco lugares, con el ingreso como titular de «Pampita» en lugar de Guevara. Durante el año 2017, con la salida de Soledad Silveyra del jurado el mismo se conformó por Moria Casán, Marcelo Polino, Ángel de Brito y Carolina Ardohain. En 2018, la conformación de jurados fue: Ángel de Brito, Laurita Fernández, Florencia Peña y Marcelo Polino. En 2019 se mantienen los mismos, a excepción de Laurita Fernández, quién fue reemplazada por Pampita. En la edición del 2021, La Academia, Ángel y Pampita mantienen su lugar, y se suman Guillermina Valdés, Jimena Barón y Hernán Piquín. Para el año 2023, retornaron Moria Casán y Marcelo Polino, a la vez que siguieron Ángel de Brito y Pampita.

## Certámenes emitidos

### Gran Cuñado
| Ganadores | Segundo lugar |                    |      |                                             |                                             |
| 1.ª       | 12            | 2001               | 2001 | Yayo Guridi como Carlos Álvarez             | Freddy Villarreal como Fernando de la Rúa   |
| 2.ª       | 12            | 2001               | 2001 | Martín Campilongo como Aldo Rico            | Freddy Villarreal como Fernando de la Rúa   |
| 3.ª       | 12            | 2002               | 2002 | Martín Campilongo como Adolfo Rodríguez Saa | Álvaro Navia como Carlos Reutemann          |
| VIP       | 12            | 2002               | 2002 | Tony Amallo como Adrián Suar                | Freddy Villarreal como Mario Pergolini      |
| 4.ª       | 12            | 2005               | 2005 | Martín Bossi como Mauricio Macri            | Martín Campilongo como Ricardo López Murphy |
| 5.ª       | 19            | 2009               | 2009 | Roberto Peña como Francisco De Narváez      | Freddy Villarreal como Néstor Kirchner      |
| 6.ª       | 22            | 31 de mayo de 2016 | 2016 | Cancelado                                   | Cancelado                                   |

Notas
Las primeras tres temporadas y el "VIP" —2001 y 2002— se emitieron como segmentos de Videomatch.

### Bailando por un sueño
| Temp. | #  | Inicio                  | Final                    | Cuadro de honor                          | Cuadro de honor                      |
| ----- | -- | ----------------------- | ------------------------ | ---------------------------------------- | ------------------------------------ |
| Temp. | #  | Inicio                  | Final                    | Ganadores                                | Segundo lugar                        |
| 1.ª   | 9  | 17 de abril de 2006     | 1 de junio de 2006       | Carmen Barbieri & Cristian Ponce         | Dady Brieva & Mirtha Lima            |
| 2.ª   | 12 | 3 de julio de 2006      | 25 de septiembre de 2006 | Florencia de la V & Manuel Rodríguez     | Emilia Attias & Lucas Tortorici      |
| 3.ª   | 15 | 2 de octubre de 2006    | 21 de diciembre de 2006  | Carla Conte & Guillermo Conforte         | María Vázquez & Diego Bogado         |
| 4.ª   | 30 | 16 de abril de 2007     | 6 de noviembre de 2007   | Celina Rucci & Matías Sayago             | Paula Robles & Franco Tabernero      |
| 5.ª   | 38 | 14 de abril de 2008     | 11 de diciembre de 2008  | Carolina Ardohain & Nicolás Armengol     | Laura Fidalgo & Miguel Brandán       |
| 6.ª   | 30 | 4 de mayo de 2010       | 20 de diciembre de 2010  | Fabio Moli & Mariana Conci               | Paula Chaves & Franco Tabernero      |
| 7.ª   | 36 | 17 de mayo de 2011      | 22 de diciembre de 2011  | Hernán Piquín & Noelia Pompa             | Héctor Speranza & Nadia Hair         |
| 8.ª   | 29 | 11 de junio de 2012     | 20 de diciembre de 2012  | Hernán Piquín & Noelia Pompa             | Magdalena Bravi & Jorge Moliniers    |
| 9.ª   | 27 | 28 de abril de 2014     | 15 de diciembre de 2014  | Anita Martínez & Bicho Gómez             | Hernán Piquín & Cecilia Figaredo     |
| 10.ª  | 27 | 11 de mayo de 2015      | 21 de diciembre de 2015  | Federico Bal & Laurita Fernández         | Ailén Bechara & Fernando Bertona     |
| 11.ª  | 31 | 30 de mayo de 2016      | 19 de diciembre de 2016  | Pedro Alfonso & Florencia Vigna          | Ezequiel Cwirkaluk & Bárbara Silenzi |
| 12.ª  | 28 | 29 de mayo de 2017      | 18 de diciembre de 2017  | Florencia Vigna & Gonzalo Gerber         | Federico Bal & Laurita Fernández     |
| 13.ª  | 22 | 3 de septiembre de 2018 | 20 de diciembre de 2018  | Julián Serrano & Sofía Morandi           | Jimena Barón & Mauro Caiazza         |
| 14.ª  | 25 | 29 de abril de 2019     | 16 de diciembre de 2019  | Nicolás Occhiato & Florencia Jazmin Peña | Florencia Vigna & Facundo Mazzei     |
| 15.ª  | 30 | 4 de septiembre de 2023 | 29 de enero de 2024      | Fiorella «Tuli» Acosta & Sandro Leone    | Noelia Marzol & Jonathan Lazarte     |

### Cantando por un sueño
| Temp. | #  | Inicio                   | Final                   | Cuadro de honor                    | Cuadro de honor                     | Cuadro de honor |
| ----- | -- | ------------------------ | ----------------------- | ---------------------------------- | ----------------------------------- | --------------- |
| Temp. | #  | Inicio                   | Final                   | Ganador                            | Segundo lugar                       |                 |
| 1.ª   | 13 | 16 de agosto de 2006     | 15 de diciembre de 2006 | Iliana Calabró & Ricardo Rubio     | Rodolfo Ranni & Lorena Miranda      |                 |
| 2.ª   | 15 | 1 de noviembre de 2007   | 18 de diciembre de 2007 | Tití Fernández & Micaela Salinas   | Brenda Gandini & Francisco Cracogna |                 |
| 3.ª   | 16 | 7 de mayo de 2011        | 18 de diciembre de 2011 | Patricio Giménez & Priscila Suárez | Álvaro Navia & Ana Paula Rodríguez  |                 |
| 4.ª   | 20 | 13 de mayo de 2012       | 17 de diciembre de 2012 | Fabio Moli & Natalie Scalzadonna   | Silvina Escudero & Sebastián Vitale |                 |
| 5.ª   | 30 | 27 de julio de 2020      | 15 de enero de 2021     | Agustín Sierra & Inbal Comedi      | Ángela Leiva & Brian Lanzelotta     |                 |
| 6.ª   | 25 | 16 de septiembre de 2024 | 1 de enero de 2025      | Pedro «Pepe» Ochoa & Sol Bardi     | Juan Otero & Bianca Zoppini         |                 |

Notas
1. 1 2  Las primeras dos temporadas —2006 y 2007— se emitieron como segmentos de Showmatch. Sin embargo, las ediciones 2011 y 2012, fueron parte de Sábado Show.

### Patinando por un sueño
| Temp. | #  | Inicio               | Final                   | Cuadro de honor                 | Cuadro de honor                | Cuadro de honor |
| ----- | -- | -------------------- | ----------------------- | ------------------------------- | ------------------------------ | --------------- |
| Temp. | #  | Inicio               | Final                   | Ganador                         | Segundo lugar                  |                 |
| 1.ª   | 21 | 9 de agosto de 2007  | 22 de diciembre de 2007 | Ximena Capristo & Marcelo Porce | Anita Martínez & Hernán Cuevas |                 |
| 2.ª   | 19 | 25 de agosto de 2008 | 18 de diciembre de 2008 | Leonardo Tusam & Analía Papa    | Rocío Marengo & Andrés Ciacia  |                 |

### Bailando por un sueño «Kids»
| Temp. | #  | Inicio            | Final               | Cuadro de honor                   | Cuadro de honor                  | Cuadro de honor |
| ----- | -- | ----------------- | ------------------- | --------------------------------- | -------------------------------- | --------------- |
| Temp. | #  | Inicio            | Final               | Ganador                           | Segundo lugar                    |                 |
| 1.ª   | 15 | 7 de mayo de 2009 | 19 de junio de 2009 | Pedro Maurizi & Candela Rodríguez | Facundo Pérez & Juliana Mansilla |                 |

### El musical de tus sueños
| Temp. | #  | Inicio               | Final                   | Cuadro de honor           | Cuadro de honor       | Cuadro de honor |
| ----- | -- | -------------------- | ----------------------- | ------------------------- | --------------------- | --------------- |
| Temp. | #  | Inicio               | Final                   | Ganador                   | Segundo lugar         |                 |
| 1.ª   | 23 | 25 de agosto de 2009 | 17 de diciembre de 2009 | Silvina Escudero & Equipo | Ricardo Fort & Equipo |                 |

### Genios de la Argentina Infantil
| Temp. | # | Inicio            | Final               | Cuadro de honor | Cuadro de honor   |
| ----- | - | ----------------- | ------------------- | --------------- | ----------------- |
| Temp. | # | Inicio            | Final               | Ganador         | Segundo lugar     |
| 1.ª   | — | 2 de mayo de 2019 | 27 de julio de 2019 | Agustina Neri   | Facundo Rodríguez |

### Genios de la Argentina Adulto
| Temp. | # | Inicio            | Final               | Cuadro de honor | Cuadro de honor |
| ----- | - | ----------------- | ------------------- | --------------- | --------------- |
| Temp. | # | Inicio            | Final               | Ganador         | Segundo lugar   |
| 1.ª   | — | 2 de mayo de 2019 | 2 de agosto de 2019 | Gisela Lepío    | Docta Dance     |

### La Academia
| Temp. | #  | Inicio             | Final                   | Cuadro de honor                  | Cuadro de honor                   |
| ----- | -- | ------------------ | ----------------------- | -------------------------------- | --------------------------------- |
| Temp. | #  | Inicio             | Final                   | Ganador                          | Segundo lugar                     |
| 1     | 33 | 17 de mayo de 2021 | 10 de diciembre de 2021 | Noelia Marzol & Jonathan Lazarte | Agustín Sierra & Fiorella Giménez |

### Politichef
| Temp. | #  | Inicio             | Final     | Cuadro de honor | Cuadro de honor |
| ----- | -- | ------------------ | --------- | --------------- | --------------- |
| Temp. | #  | Inicio             | Final     | Ganador         | Segundo lugar   |
| 1     | 14 | 28 de mayo de 2021 | Cancelado | Cancelado       | Cancelado       |

## Emisiones
El programa es actualmente emitido cuatro veces por semana. Sale los días lunes, martes, jueves y viernes. Por lo general, las emisiones comienzan a las 22:30, extendiéndose hasta pasada la medianoche, logrando un total de casi dos horas en pantalla. En un principio, el programa comenzaba a las 21:00, excepto los días donde se realizaban ritmos como el baile del caño o el strip dance, donde eran transmitidos luego de las 22, en horario no apto para todo público.
Si no hay alguna excepción que amerite lo contrario, eltrece realiza emisiones en vivo los lunes y los martes, mientras que los programas de los jueves y viernes son grabados con anterioridad en las tardes del miércoles, o en las madrugadas al finalizar la entrega correspondiente al martes.
Desde el principio, el programa ocupa el horario central, siendo emitido tradicionalmente después de las ficciones de Pol-Ka que la productora emitió cada año. Ejemplos de estas son: Sos mi vida en 2006, Son de fierro en 2007, Por amor a vos en 2008, Valientes en 2009, Malparida en 2010, Herederos de una venganza en 2011, Sos mi hombre en 2012, Guapas en 2014, Esperanza mía en 2015, Los ricos no piden permiso en 2016, Las Estrellas en 2017, Simona y Mi hermano es un clon en 2018. Por decisión del canal y de la productora, el programa no es emitido los días que se televisan los partidos de la Selección Argentina de Fútbol u otros eventos especiales, cambiando así la grilla semanal de las emisiones del programa.
Showmatch ha sido difundido en Latinoamérica a través de eltrece Internacional. Algunos países realizan su emisión en cadenas locales, como Ecuador donde es emitido desde las 22:00, hora local, por Canal Uno. En Uruguay, se emite por Canal 12 de Montevideo a las 22:45 h, y en Paraguay, desde las 21:45, por Unicanal. También se emite en Bolivia, en Red ATB.

## Año sabático 2013, 2020 y 2022
Tras 8 temporadas seguidas del programa, en el año 2013, Marcelo Tinelli decide no regresar con este programa luego de haber negociado con Telefe —emisora donde se transmitía Videomatch—, canal que le impuso muchas condiciones. Por tal motivo, Showmatch no salió al aire durante todo ese año, como así tampoco los programas relacionados al ciclo como Este es el show, La cocina del show y el reality show veraniego Soñando por bailar. Por otro lado, Dale la tarde, segmento que hablaba sobre el regreso del programa, solo se emitió durante los primeros meses del año hasta que fue cancelado.
En el año 2020, el programa y el reality sufrieron de otro año sin estar en el aire. En esta ocasión, la razón se trató de la  pandemia global del COVID-19 y sus restricciones con respecto a los  protocolos a seguir instalados por el gobierno argentino, sumando los costos de producción. Finalmente, el programa fue remplazado por la cuarta temporada de Cantando por un sueño, donde los protocolos en contra del  coronavirus se hacen más fáciles de respetar que en una  competencia de baile. El Cantando 2020 estrenó el 27 de julio de 2020 y finalizó el 15 de enero del año siguiente bajo la conducción de Ángel de Brito y  Laurita Fernández.
En 2022, Showmatch se tomó un receso en televisión luego de dejar de emitirse definitivamente por El Trece el año anterior y fue reemplazado por otro programa, el programa de talentos de canto Canta conmigo ahora. Marcelo Tinelli fue conductor en dos temporadas, siendo éste su último programa en el canal, y el inicio de un retiro temporal.

## Impacto
Showmatch tiene una gran influencia en la grilla de aire de la televisión de Argentina, a causa de los distintos programas en los que repercuten sus contenidos. Los eventos que suceden en el programa provocan grandes coberturas mediáticas, siendo seguido de manera constante por la prensa en televisión y otros medios, que dedican espacios a tratar sus temáticas.

"Showmatch es una gran extractor de tiempos, títulos, tapas y notas en los medios gráficos, audiovisuales y de Internet, no cabe ninguna duda. Distrae a todos, crea constantes polémicas de baja intensidad pero que entretienen a periodistas en radio y televisión, programas de espectáculos y hasta en noticieros. Vuelve la cadena virtual de 24 horas que repite hasta el cansancio lo que se vio y cómo se vio. Adherentes y detractores no dejarán de parlotear del inicio hasta el fin de temporada, sobre las supuestas maravillas u horrores del circo de Tinelli. La Argentina es Peronismo, Maradona y Tinelli."
Un día después del inicio de la octava temporada, Pablo Sirvén, editor del diario La Nación refiriéndose al impacto del programa en los medios

Gran parte de las repercusiones en televisión, surgieron cuando el programa ya había logrado convertirse en un suceso. Así los productores decidieron crear otro programa que girara en torno a Showmatch. Con esa premisa, el 7 de junio de 2007 se estrenó Este es el show, donde se entrevistaba a los participantes y se mostraba diverso material de detrás de cámaras. Dicho programa se convirtió en uno de los más duraderos de la cadena al ser emitido durante seis años, siendo conducido por José María Listorti y Denise Dumas, quién remplazó Carla Conte desde la tercera temporada. El 17 de septiembre de 2012, Listorti anunció que, tras seis temporadas al aire, el programa finalizaría en diciembre de ese año.
El martes 2 de junio de 2009, Marcelo Tinelli realizó la presentación del libro oficial del programa, titulado VideoMatch & ShowMatch 20 años de historia, que contiene un resumen de las dos décadas del ciclo. Desde el 13 de mayo de 2010 hasta el 15 de diciembre de 2011 el diario Crónica lanzó un suplemento dedicado exclusivamente al programa. El suplemento era publicado los jueves, bajo el nombre de La revista del Bailando, con un resumen de cada semana, fotos y reportajes a los participantes.
Otro programa relacionado con Showmatch comenzó a emitirse el 22 de mayo de 2010 con el nombre de La cocina del show. En un principio, el programa era conducido por Mariano Iúdica y Zaira Nara, quien decidió no continuar su trabajo después de la primera temporada, y a partir de entonces su lugar fue ocupado por Sofía Zamolo.
El 3 de enero de 2011 la cadena estrenó Soñando por Bailar, un reality show en el que un grupo de concursantes compiten por la oportunidad de participar de Bailando por un sueño. Para la selección de los participantes del programa se preparó un casting, que tuvo lugar el 4 de diciembre de 2010, en la ciudad de Ciudad de Tigre. Allí se presentaron más de 25.000 personas, que fueron asesoradas por los jefes de coreografía de Showmatch, Hugo Ávila y Lolo Rossi.

## Audiencia
Showmatch ha logrado consagrarse a lo largo de los años como uno de los productos más exitosos de la historia de la televisión argentina, por el importante impacto del mismo en la industria y sus altos números de audiencia, logrando ganarle generalmente a toda su competencia. Estos factores han logrado que el programa se mantenga a través del tiempo considerándolo un verdadero fenómeno. Sin embargo, desde 2015, el promedio de rating del programa ha descendido considerablemente, logrando obtener bajos índices de audiencia nunca antes vistos, siendo 2021 el peor año para el programa.
En cuanto a índice de audiencia, la emisión del programa suele rondar entre los primeros tres o cuatro programas del día, siendo así también su posición al final de temporada. Su número más alto lo alcanzó el 4 de mayo de 2009, en el marco del estreno de la vigésima temporada, con el regreso del equipo de humoristas del antiguo Videomatch. Ese día, que contó con una parodia realizada por el mencionado equipo al inicio de la serie estadounidense Lost, el programa marcó 41.5 puntos de índice de audiencia —con picos de 46—, siendo esta la marca más alta hasta el momento.
Por otra parte, el 22 de noviembre de 2021 promedió 5.7 puntos de rating —con picos de solo 5.9—, siendo la cifra más baja de La Academia, mientras que el 5 de octubre de 2023 superó la marca con 5.6, siendo la más baja en la historia del programa. Años antes, registró otra media similar: el 14 de julio de 2016, midió 11.9 puntos de índice de audiencia. Ese día, Showmatch compitió frente al fútbol en pantalla abierta y de cable, con la transmisión de Boca frente a Independiente del Valle, por la semifinal de la Copa Libertadores 2016, que promedió casi 26 puntos; a su vez, lo hizo frente a Moisés y los diez mandamientos, de Telefe, rival directo del ciclo de eltrece. El 11 de octubre de 2005 hubo otra marca similar, promediando ese día 11.2 puntos.
| 16.ª | 2005      | 4 de abril a 22 de diciembre      | elnueve | 188 | 2.º | 27.7 | 28.1 | 33.7 | 23.5 | AR$ 1 300   |
| 17.ª | 2006      | 6 de abril a 21 de diciembre      | eltrece | 168 | 3.º | 31.5 | 33.0 | 33.0 | 25.5 | AR$ 2 900   |
| 18.ª | 2007      | 16 de abril a 18 de diciembre     | eltrece | 139 | 2.º | 28.3 | 36.0 | 36.0 | 26.6 | AR$ 3 500   |
| 19.ª | 2008      | 14 de abril a 11 de diciembre     | eltrece | 139 | 1.º | 33.8 | 28.6 | 33.8 | 24.8 | AR$ 4 400   |
| 20.ª | 2009      | 4 de mayo a 22 de diciembre       | eltrece | 97  | 2.º | 41.5 | 33.6 | 41.5 | 21.8 | AR$ 4 400   |
| 21.ª | 2010      | 3 de mayo a 20 de diciembre       | eltrece | 127 | 1.º | 31.5 | 39.2 | 39.2 | 29.9 | AR$ 6 200   |
| 22.ª | 2011      | 16 de mayo a 22 de diciembre      | eltrece | 121 | 1.º | 37.7 | 38.9 | 38.9 | 27.4 | AR$ 9 000   |
| 23.ª | 2012      | 11 de junio a 20 de diciembre     | eltrece | 105 | 2.º | 38.8 | 32.6 | 38.8 | 22.2 | AR$ 9 900   |
| 24.ª | 2014      | 28 de abril a 15 de diciembre     | eltrece | 132 | 1.º | 30.1 | 26.0 | 30.1 | 20.6 | AR$ 20 000  |
| 25.ª | 2015      | 11 de mayo a 21 de diciembre      | eltrece | 129 | 1.º | 31.5 | 26.8 | 31.5 | 20.6 | AR$ 25 000  |
| 26.ª | 2016      | 30 de mayo a 19 de diciembre      | eltrece | 115 | 2.º | 34.6 | 26.5 | 34.6 | 16.9 | AR$ 30 000  |
| 27.ª | 2017      | 29 de mayo a 18 de diciembre      | eltrece | 165 | 1.º | 27.4 | 20.6 | 27.4 | 18.0 | AR$ 46 000  |
| 28.ª | 2018      | 3 de septiembre a 20 de diciembre | eltrece | 62  | 7.º | 20.9 | 20.1 | 20.9 | 13.6 | AR$ 70 000  |
| 29.ª | 2019      | 29 de abril a 16 de diciembre     | eltrece | 132 | 1.º | 20.6 | 20.3 | 20.6 | 14.5 | AR$ 120 000 |
| 30.ª | 2021      | 17 de mayo a 10 de diciembre      | eltrece | 136 | TBA | 18.8 | 11.7 | 18.8 | 8.7  | AR$ 220 000 |
| 31.ª | 2023-2024 | 4 de septiembre a 29 de enero     | América | 99  | TBA | 13.3 | 7.5  | 13.3 | 6.8  |             |

## Ficha técnica
- Conducción y producción general: Marcelo Tinelli
- Vestuario Marcelo Tinelli: María Vilariño
- Vestuario del programa: José Luis Ferrando (2006-2010) - Lana Ferrando (2006-2012;2014-2016;2019;2021-) - María Vilariño (2017-2018)
- Maquillaje y peinado: Celeste Uria – Gaby Romero – El Cuba
- Maquillaje y peinado Marcelo Tinelli: Irene Pare – Verónica Fioravanti – Elvio Casciano
- Escenografía (2001-2011): Gustavo Perezlindo
- Escenografía (2012;2014-2019;2021-): Gustavo Pomés
- Ambientación: Valeria Palmieri
- Coreografía: María Laura Catalini – Lolo Rossi
- Co-Coreografía: Cynthia Vargas
- Mecanismos / automatización (2001-2011): Gustavo Perezlindo
- Producción de artistas: Carolina Djeredjian – Patricia Vergara – Lorena Paley
- Producción de contenidos: Gabriel Fernández
- Producción de segmentos: Marcelo Valencia (2001-2012;2014-2016) - Pablo Barbero – Alejo Schapachnik – Mariela Peralta
- Guionista: Pablo Semmartin
- Dirección de fotografía (2006-2011): Gustavo Perezlindo
- Dirección de iluminación(2012;2014-2019;2021-): Rubén Abeldaño
- Diseño y operación de luces móviles: Prg. - Pablo Leguizamon
- Sonido: Federico Ruíz
- Musicalización: Alejandro Velázquez
- Producción por eltrece: Eliana Zuazo
- Jefe de post-producción: Leandro Vital
- Edición: Fernando Rivoldini – Pablo Spinelli – Pablo Catalano – Carlos Pulido
- Dirección técnica y operaciones: Rubén Gerez
- Coordinación operativa: Pipo Tomasini
- Asistente de dirección: Diego Bottiroli
- Coordinación de post-producción: Leandro Bonaventura – Guillermo Prada
- Producción Bailando: Gabriel Suárez – Virginia Cuenca
- Coordinación de producción: Guillermo Hoppe
- Producción ejecutiva: Federico Hoppe – Pablo Prada
- Dirección: : Fernando Rolón

## Premios y nominaciones

### Martín Fierro
Showmatch, a lo largo de los años, ha ganado 22 premios Martín Fierro, el máximo galardón de la industria de la televisión en Argentina, sobre un total de 36 nominaciones. Dichos premios y nombramientos, se han repartido entre su conductor, Marcelo Tinelli, su director Alejandro Ripoll, la producción o el programa en sí.
| Año                | Fecha de la ceremonia   | Categoría                         | Nominados        | Resultado |
| ------------------ | ----------------------- | --------------------------------- | ---------------- | --------- |
| Martín Fierro 2005 | 29 de mayo de 2006      | Labor conducción masculina        | Marcelo Tinelli  | Nominado  |
| Martín Fierro 2005 | 29 de mayo de 2006      | Mejor cortina musical             | Marcelo Valencia | Nominado  |
| Martín Fierro 2005 | 29 de mayo de 2006      | Programa de Interés General       | Showmatch        | Nominado  |
| Martín Fierro 2005 | 29 de mayo de 2006      | Conducción masculina              | Marcelo Tinelli  | Nominado  |
| Martín Fierro 2006 | 23 de mayo de 2007      | Labor Conducción Masculina        | Marcelo Tinelli  | Ganador   |
| Martín Fierro 2006 | 23 de mayo de 2007      | Mejor Producción Integral         | Showmatch        | Nominado  |
| Martín Fierro 2006 | 23 de mayo de 2007      | Mejor Reality                     | Showmatch        | Ganador   |
| Martín Fierro 2007 | 2 de julio de 2008      | Labor Conducción Masculina        | Marcelo Tinelli  | Ganador   |
| Martín Fierro 2007 | 2 de julio de 2008      | Mejor Producción Integral         | Showmatch        | Ganador   |
| Martín Fierro 2007 | 2 de julio de 2008      | Mejor Reality                     | Showmatch        | Ganador   |
| Martín Fierro 2008 | 19 de agosto de 2009    | Labor Conducción Masculina        | Marcelo Tinelli  | Ganador   |
| Martín Fierro 2008 | 19 de agosto de 2009    | Mejor Producción Integral         | Showmatch        | Ganador   |
| Martín Fierro 2008 | 19 de agosto de 2009    | Mejor Reality                     | Showmatch        | Nominado  |
| Martín Fierro 2009 | 2 de mayo de 2010       | Labor Conducción Masculina        | Marcelo Tinelli  | Nominado  |
| Martín Fierro 2009 | 2 de mayo de 2010       | Mejor labor humorística masculina | Martín Bossi     | Ganador   |
| Martín Fierro 2009 | 2 de mayo de 2010       | Mejor labor humorística femenina  | Anita Martínez   | Ganadora  |
| Martín Fierro 2009 | 2 de mayo de 2010       | Mejor Producción Integral         | Showmatch        | Ganador   |
| Martín Fierro 2009 | 2 de mayo de 2010       | Mejor Reality                     | Showmatch        | Nominado  |
| Martín Fierro 2010 | 22 de mayo de 2011      | Mejor Reality                     | Showmatch        | Nominado  |
| Martín Fierro 2010 | 22 de mayo de 2011      | Labor Conducción Masculina        | Marcelo Tinelli  | Ganador   |
| Martín Fierro 2010 | 22 de mayo de 2011      | Mejor Producción Integral         | Showmatch        | Ganador   |
| Martín Fierro 2011 | 27 de mayo de 2012      | Mejor Reality                     | Showmatch        | Ganador   |
| Martín Fierro 2011 | 27 de mayo de 2012      | Labor Conducción Masculina        | Marcelo Tinelli  | Ganador   |
| Martín Fierro 2011 | 27 de mayo de 2012      | Mejor Producción Integral         | Showmatch        | Ganador   |
| Martín Fierro 2012 | 5 de agosto de 2013     | Entretenimiento                   | Showmatch        | Ganador   |
| Martín Fierro 2012 | 5 de agosto de 2013     | Labor Conducción Masculina        | Marcelo Tinelli  | Nominado  |
| Martín Fierro 2012 | 5 de agosto de 2013     | Mejor Producción Integral         | Showmatch        | Nominado  |
| Martín Fierro 2014 | 13 de junio de 2015     |                                   |                  |           |
| Martín Fierro 2014 | 13 de junio de 2015     | Conducción masculina              | Marcelo Tinelli  | Ganador   |
| Martín Fierro 2014 | 13 de junio de 2015     | Producción integral               | Showmatch        | Ganador   |
| Martín Fierro 2014 | 13 de junio de 2015     | Dirección                         | Alejandro Ripoll | Nominado  |
| Martín Fierro 2014 | 13 de junio de 2015     | Reality                           | Showmatch        | Ganador   |
| Martín Fierro 2014 | 13 de junio de 2015     | Labor humorística en TV           | Fátima Flórez    | Ganadora  |
| Martín Fierro 2015 | 15 de mayo de 2016      |                                   |                  |           |
| Martín Fierro 2015 | 15 de mayo de 2016      | Conducción masculina              | Marcelo Tinelli  | Nominado  |
| Martín Fierro 2015 | 15 de mayo de 2016      | Producción integral               | Showmatch        | Nominado  |
| Martín Fierro 2015 | 15 de mayo de 2016      | Dirección                         | Alejandro Ripoll | Nominado  |
| Martín Fierro 2015 | 15 de mayo de 2016      | Reality                           | Showmatch        | Ganador   |
| Martín Fierro 2016 | 18 de junio de 2017     |                                   |                  |           |
| Martín Fierro 2016 | 18 de junio de 2017     | Conducción masculina              | Marcelo Tinelli  | Ganador   |
| Martín Fierro 2016 | 18 de junio de 2017     | Producción integral               | Showmatch        | Ganador   |
| Martín Fierro 2016 | 18 de junio de 2017     | Labor humorística                 | Claudio Rico     | Nominado  |
| Martín Fierro 2016 | 18 de junio de 2017     | Dirección                         | Alejandro Ripoll | Ganador   |
| Martín Fierro 2016 | 18 de junio de 2017     | Reality                           | Showmatch        | Ganador   |
| Martín Fierro 2017 | 3 de junio de 2018      |                                   |                  |           |
| Martín Fierro 2017 | 3 de junio de 2018      | Conducción masculina              | Marcelo Tinelli  | Nominado  |
| Martín Fierro 2017 | 3 de junio de 2018      | Producción integral               | Showmatch        | Nominado  |
| Martín Fierro 2017 | 3 de junio de 2018      | Reality                           | Showmatch        | Ganador   |
| Martín Fierro 2018 | 9 de junio de 2019      |                                   |                  |           |
| Martín Fierro 2018 | 9 de junio de 2019      | Conducción masculina              | Marcelo Tinelli  | Nominado  |
| Martín Fierro 2018 | 9 de junio de 2019      | Producción integral               | Showmatch        | Nominado  |
| Martín Fierro 2018 | 9 de junio de 2019      | Reality                           | Showmatch        | Ganador   |
| Martín Fierro 2021 | 15 de mayo de 2022      |                                   |                  |           |
| Martín Fierro 2021 | 15 de mayo de 2022      | Conducción masculina              | Marcelo Tinelli  | Nominado  |
| Martín Fierro 2021 | 15 de mayo de 2022      | Big Show                          | Showmatch        | Nominado  |
| Martín Fierro 2021 | 15 de mayo de 2022      | Jurado de TV                      | Showmatch        | Nominado  |
| Martín Fierro 2023 | 9 de septiembre de 2024 |                                   |                  |           |
| Martín Fierro 2023 | 9 de septiembre de 2024 | Dirección en no ficción           | Lucas Arecco     | Nominado  |
| Martín Fierro 2023 | 9 de septiembre de 2024 | Reality                           | Showmatch        | Nominado  |
| Martín Fierro 2023 | 9 de septiembre de 2024 | Jurado de TV                      | Showmatch        | Ganador   |
| Martín Fierro 2023 | 9 de septiembre de 2024 | Labor Humorística                 | Fátima Florez    | Ganadora  |

### Otros galardones
Además, Showmatch, ha sido reconocido en otros tres galardones. En 2008 y 2009, la producción del programa recibió el premio a la mejor de la televisión en los Premios Clarín. En la primera entrega de los Kids' Choice Awards Argentina, recibió una mención especial Pro-social, que fue entregado a la Fundación Ideas del Sur. Por otro lado, también ha obtenido varias estatuillas en los Premio Tato, en los años 2012, 2015 y 2016 (en 2014 no se realizó la entrega de premios).
| Año  | Premio                        | Fecha de la ceremonia   | Categoría                        | Nominados                                                  | Resultado |
| ---- | ----------------------------- | ----------------------- | -------------------------------- | ---------------------------------------------------------- | --------- |
| 2008 | Premios Clarín                | 1 de diciembre de 2008  | Producción                       | Showmatch                                                  | Ganador   |
| 2009 | Premios Clarín                | 30 de noviembre de 2009 | Producción                       | Showmatch                                                  | Ganador   |
| 2011 | Kid's Choice Awards Argentina | 11 de octubre de 2011   | Premio Pro-Social                | Fundación Ideas del Sur                                    | Ganador   |
| 2012 | Premios Tato                  | 17 de noviembre de 2012 | Programa de entretenimiento      | Showmatch                                                  | Nominado  |
| 2012 | Premios Tato                  | 17 de noviembre de 2012 | Dirección en no Ficción          | Alejandro Ripoll                                           | Nominado  |
| 2012 | Premios Tato                  | 17 de noviembre de 2012 | Producción en no Ficción         | Showmatch                                                  | Nominado  |
| 2012 | Premios Tato                  | 17 de noviembre de 2012 | Conducción masculina             | Marcelo Tinelli                                            | Nominado  |
| 2012 | Premios Tato                  | 17 de noviembre de 2012 | Programa del Año                 | Showmatch                                                  | Nominado  |
| 2015 | Premios Tato                  | 2 de diciembre de 2015  | Big show                         | Showmatch                                                  | Ganador   |
| 2015 | Premios Tato                  | 2 de diciembre de 2015  | Conducción masculina             | Marcelo Tinelli                                            | Nominado  |
| 2015 | Premios Tato                  | 2 de diciembre de 2015  | Labor humorística masculina      | Martín Campilongo                                          | Ganador   |
| 2015 | Premios Tato                  | 2 de diciembre de 2015  | Cortina musical                  | Benjamín Amadeo                                            | Nominado  |
| 2015 | Premios Tato                  | 2 de diciembre de 2015  | Dirección en no Ficción          | Alejandro Ripoll                                           | Ganador   |
| 2015 | Premios Tato                  | 2 de diciembre de 2015  | Escenografía en no Ficción       | Gustavo Pómes                                              | Ganador   |
| 2015 | Premios Tato                  | 2 de diciembre de 2015  | Arte en no Ficción               | Valeria Palmieri                                           | Ganadora  |
| 2015 | Premios Tato                  | 2 de diciembre de 2015  | Vestuario en no Ficción          | Lana Ferrando                                              | Ganadora  |
| 2015 | Premios Tato                  | 2 de diciembre de 2015  | Programa del Año                 | Showmatch                                                  | Nominado  |
| 2016 | Premios Tato                  | 2 de diciembre de 2016  | Cortina musical                  | Lelé                                                       | Nominada  |
| 2016 | Premios Tato                  | 2 de diciembre de 2016  | Dirección en no Ficción          | Alejandro Ripoll                                           | Ganador   |
| 2016 | Premios Tato                  | 2 de diciembre de 2016  | Edición en no Ficción            | Fernando Rivoldini                                         | Nominado  |
| 2016 | Premios Tato                  | 2 de diciembre de 2016  | Escenografía en no Ficción       | Gustavo Pómes                                              | Ganador   |
| 2016 | Premios Tato                  | 2 de diciembre de 2016  | Vestuario en no Ficción          | Lana Ferrando                                              | Ganadora  |
| 2016 | Premios Tato                  | 2 de diciembre de 2016  | Big show                         | Showmatch                                                  | Ganador   |
| 2016 | Premios Tato                  | 2 de diciembre de 2016  | Producción del año               | Showmatch                                                  | Ganador   |
| 2017 | Premios Tato                  | 13 de diciembre de 2017 | Reality                          | Showmatch                                                  | Ganador   |
| 2017 | Premios Tato                  | 13 de diciembre de 2017 | Conducción masculina             | Marcelo Tinelli                                            | Ganador   |
| 2017 | Premios Tato                  | 13 de diciembre de 2017 | Dirección en no Ficción          | Alejandro Ripoll                                           | Ganador   |
| 2017 | Premios Tato                  | 13 de diciembre de 2017 | Mejor edición en no Ficción      | Leonardo Bonaventura / Fernando Rivoldini / Pablo Catalano | Ganadores |
| 2017 | Premios Tato                  | 13 de diciembre de 2017 | Mejor Escenografía en no ficción | Gustavo Pomes                                              | Ganadora  |
| 2017 | Premios Tato                  | 13 de diciembre de 2017 | Vestuario en no Ficción          | María Vilariño                                             | Ganadora  |

## Cortinas musicales
| Año  | Canción                            | Cantante                | Notas                                            |  |
| ---- | ---------------------------------- | ----------------------- | ------------------------------------------------ |  |
| 2005 | "Todo puede cambiar"               | Marcelo Valencia        |                                                  |  |
| 2006 | "Pasión argentina"                 | Marcelo Valencia        | Apertura                                         |  |
| 2006 | "La parte de adelante"             | Los Fabulosos Cadillacs | Cierre                                           |  |
| 2007 | "Que empiece el show"              | Marcelo Valencia        |                                                  |  |
| 2008 | "El tiempo no se va"               | Marcelo Valencia        |                                                  |  |
| 2009 | "Twist and shout"                  | The Beats               |                                                  |  |
| 2009 | "Otra primavera"                   | Pablo Granados          |                                                  |  |
| 2010 | "Twist and shout"                  | The Beats               |                                                  |  |
| 2010 | "Soy feliz"                        | Ricardo Montaner        |                                                  |  |
| 2011 | "Twist and shout"                  | The Beats               |                                                  |  |
| 2011 | "Olé"                              | Gitanos                 |                                                  |  |
| 2011 | "Yo creo"                          | Ricardo Montaner        | Utilizada del 16 de mayo al 30 de agosto         |  |
| 2011 | "Todo Vuelve"                      | Axel                    | Utilizada del 1 de septiembre al 20 de diciembre |  |
| 2012 | "Twist and shout"                  | The Beats               |                                                  |  |
| 2012 | "A Dios le pido" (versión en vivo) | Juanes                  |                                                  |  |
| 2012 | "Voy a vivir la vida"              | Ricardo Montaner        |                                                  |  |
| 2014 | "Twist and shout"                  | The Beats               |                                                  |  |
| 2014 | "Hoy"                              | David Bisbal            |                                                  |  |
| 2014 | "Te invito a ver el sol"           | Axel                    |                                                  |  |
| 2015 | "Twist and shout"                  | The Beats               |                                                  |  |
| 2015 | "Te imaginé"                       | Benjamín Amadeo         |                                                  |  |
| 2015 | "Buenas noches otra vez"           | Tan Biónica             |                                                  |  |
| 2016 | "Twist and shout"                  | The Beats               |                                                  |  |
| 2016 | "Tiempo de amar"                   | Lelé                    | Compuesta por Benjamín Amadeo                    |  |
| 2016 | "Contigo"                          | Lelé                    |                                                  |  |
| 2017 | "Twist and shout"                  | The Beats               |                                                  |  |
| 2017 | "Cuando estoy con vos"             | Lali                    |                                                  |  |
| 2017 | "10 mil"                           | Benjamín Amadeo         |                                                  |  |
| 2018 | "Twist and shout"                  | The Beats               |                                                  |  |
| 2018 | "Juntos"                           | Abel Pintos             |                                                  |  |
| 2018 | "Bailando"                         | J Mena                  |                                                  |  |
| 2019 | "Twist and shout"                  | The Beats               |                                                  |  |
| 2019 | "De nuevo" (Showmatch: 30 años)    | Bambi                   |                                                  |  |
| 2019 | "Juntos"                           | Lelé                    |                                                  |  |
| 2021 | "Twist and shout"                  | The Beats               |                                                  |  |
| 2021 | "Por ahí"                          | Coti                    |                                                  |  |
| 2023 | "Twist and shout"                  | The Beats               |                                                  |  |
| 2023 | "Quiero hacerte feliz"             | Cristian Castro         |                                                  |  |